# Bitka za Sumi
Bitka za Sumi je bil vojaški spopad, ki se je začel 24. februarja 2022 med rusko invazijo na Ukrajino leta 2022. Ruska vojska je brez začetnega odpora zajela ukrajinsko mesto Sumi, ki se nahaja v bližini rusko-ukrajinske meje. Ukrajinska vojska in obmejna milica sta se začeli spopadati z ruskimi silami v mestu, kar je povzročilo hude mestne spopade.

## Bitka
Ruski tanki in enote so se v Sumi začeli premikati 24. februarja 2022, spopadi na obrobju pa so se začeli ob treh zjutraj. Med ukrajinskimi branilci in ruskimi silami je potekalo obsežno urbano bojevanje. V bitki je bila požgana cerkev v Sumiju. Spopadi med obema silama so se nadaljevali 24. februarja okoli 22.30 v bližini državne univerze v Sumiju, kjer je bila nameščena ukrajinska 27. artilerijska brigada. 25. februarja ob 1.39 so sporočili, da so se ruske sile umaknile iz mesta.
26. februarja so na ulicah mesta Sumi znova izbruhnili spopadi. Ruskim silam je uspelo zavzeti polovico mesta, vendar so ukrajinske sile do konca dneva ponovno zavzele celotno mesto. Ukrajinske sile naj bi uničile tudi konvoj ruskih tovornjakov z gorivom. Župan Oleksandr Lisenko je 26. februarja poročal o treh smrtnih žrtvah med civilisti, od katerih je bil eden ubit, ko so ruska vozila BM-21 Grad izstrelila rakete na Veretenivko, stanovanjsko območje v vzhodnem delu mesta Sumi.
Zjutraj 27. februarja je z vzhoda v Sumi prodrla kolona ruskih vozil. Streljali so na civilno vozilo, pri čemer so bili poškodovani civilisti. Ruskim silam naj bi zmanjkalo zalog in so začele pleniti tržnice.
Ukrajinske sile so 28. februarja navedle, da je ukrajinsko brezpilotno bojno letalo Bajkar Bajraktar TB2 uničilo številna ruska vozila, med njimi 96 tankov, 20 vozil BM-21 Grad in 8 vozil za prevoz goriva.
Dmitrij Živicki, guverner regije Sumi, je 3. marca izjavil, da je bilo zaradi obstreljevanja stavb 27. artilerijske brigade in vojaškega oddelka državne univerze v Sumiju ranjenih pet ljudi. Več kot 500 mednarodnih študentov je ujetih, saj so ceste in mostovi iz mesta uničeni, na mestnih ulicah pa so poročali o spopadih.
Okrožno tožilstvo v Sumiju je 8. marca sporočilo, da je bilo zaradi ruskega zračnega napada na stanovanjsko območje ponoči ubitih 21 civilistov. Poleg tega se je čez dan začela evakuacija civilistov iz mesta v skladu s sporazumom o humanitarnem koridorju, sklenjenim z Rusijo.